# Antonínov (Slezské Rudoltice)
Antonínov (deutsch Antonsberg) ist ein zum Ortsteil Koberno (Kawarn) gehöriger Wohnplatz der Gemeinde Slezské Rudoltice (Roßwald) in Tschechien. Er liegt elf Kilometer nordöstlich von Město Albrechtice (Olbersdorf) und gehört zum Okres Bruntál.

## Geographie
Der unmittelbar südöstlich von Koberno als Gassendorf angelegte Ort befindet sich am Rande der Zlatohorská vrchovina (Zuckmanteler Bergland) in der Jindřichovská pahorkatina (Hennersdorfer Hügelland) auf einer Hochfläche über den Tälern der Lužná (Roßwalder Mühlbach) und Hrozová (Grossebach). Westlich erhebt sich der Na Vrchu (291 m. n.m.).
Nachbarorte sind Koberno im Norden, Matějovice (Matzdorf) im Nordosten, Rusín (Rausen) und Hrozová (Grosse) im Südosten, Městys Rudoltice (Markt Roßwald) im Süden, Ves Rudoltice (Dorf Roßwald) im Südwesten, Amalín (Amalienfeld) und Nové Povelice (Neu Paulowitz) im Westen sowie Grundek (Grundeck) im Nordwesten.

## Geschichte
Nach dem Konkurs und Tod des Gutsbesitzers Albert Joseph von Hoditz wurde die 1778 an das Bistum Olmütz heimgefallene und überschuldete mährische Lehnsherrschaft Roßwald unter kaiserliche Verwaltung gestellt. Ab 1780 amtierte der neu ernannte Oberdirektor der mährisch-schlesischen Staatsgüter, Hofrat Anton Kaschnitz zu Weinberg, als Zwangsverwalter der Herrschaft Roßwald. Er ließ bis 1784 im Zuge der Raabisation sechs abgelegene Meierhöfe aufheben und parzellieren. Die Kolonie Antonsberg wurde 1785 auf den Fluren des aufgelassenen Kawarner Meierhofes gegründet. Aus den Verkaufserlösen von der Gründung von sieben Kolonien konnte Kaschnitz die Herrschaft sanieren und 1790 wieder an Erzbischof Anton Theodor von Colloredo übergeben, der sie 1791 an Carl Czeike von Badenfeld verkaufte.
Im Jahre 1835 bestand Antonsberg aus 14 Häusern mit 99 deutschsprachigen und katholischen Einwohnern, die hauptsächlich vom Tagelohn lebten. Pfarr- und Schulort war Füllstein. Das Dorf war Teil der großen mährischen Enklave Hotzenplotz. Bis zur Mitte des 19. Jahrhunderts gehörte Antonsberg zur Lehnsherrschaft Roßwald.
Nach der Aufhebung der Patrimonialherrschaften bildete Antonsberg ab 1849 einen Ortsteil der Gemeinde Füllstein im Gerichtsbezirk Hotzenplotz. 1869 lösten sich Kawarn und Antonsberg von Füllstein los und bildeten die Gemeinde Kawarn. Im selben Jahr kam Antonsberg zum neugebildeten Bezirk Jägerndorf. Zu dieser Zeit hatte die Kolonie 91 Einwohner und bestand aus 14 Häusern. Im Jahre 1880 ist Antonsberk als tschechischer Ortsname nachweislich. Im Jahre 1900 lebten in Antonsberg 74 Personen, 1910 waren es 51. Nach dem Ende des Ersten Weltkrieges 1918 wurde Antonsberg Teil der neugegründeten Tschechoslowakei. Der tschechische Name Antonínov wurde 1921 eingeführt.
Beim Zensus von 1921 lebten in den 14 Häusern der Kolonie 53 Personen, davon 50 Deutsche. Im Jahre 1930 bestand Antonsberg aus 10 Häusern und hatte 41 Einwohner. Nach dem Münchner Abkommen wurde die Kolonie im Herbst 1938 dem Deutschen Reich zugesprochen und gehörte bis 1945 zum Landkreis Jägerndorf. Nach dem Ende des Zweiten Weltkrieges wurde Antonínov 1945 wieder Teil der Tschechoslowakei. Die deutschsprachige Bevölkerung wurde 1946 fast vollständig vertrieben. Im Jahre 1950 lebten in den acht Häusern von Antonínov nur noch 23 Personen. Der Ortsteil Antonínov wurde 1960 aufgehoben. Im Jahre 1961 wurde die Kolonie zusammen mit Koberno in den Okres Bruntál umgegliedert. 1964 erfolgte die Eingemeindung nach Slezské Rudoltice. Im Jahr darauf erlosch der Ortsname Antonínov. Seitdem wird die Kolonie als Bestandteil von Koberno angesehen.

## Ortsgliederung
Antonínov gehört zum Ortsteil Koberno und auch ist Teil des gleichnamigen Katastralbezirks.

## Sehenswürdigkeiten
- Steinernes Flurkreuz, südöstlich von Antonínov an der Ortsverbindungsstraße Slezské Rudoltice – Bohušov.